# Mareanivka, Bobrîneț
Mareanivka (în ucraineană Мар`янівка) este o comună în raionul Bobrîneț, regiunea Kirovohrad, Ucraina, formată numai din satul de reședință.

## Demografie
Componența lingvistică a comunei Mareanivka
     Ucraineană (96,21%)
     Rusă (2,98%)
     Alte limbi (0,81%)
Conform recensământului din 2001, majoritatea populației comunei Mareanivka era vorbitoare de ucraineană (96,21%), existând în minoritate și vorbitori de rusă (2,98%).